# Bargellini-Reaktion
Die Bargellini-Reaktion ist eine nach Guido Bargellini (1879–1963) benannte Mehrkomponentenreaktion der organischen Chemie. Sie bietet eine gute Atomökonomie und ist verwandt mit den nach Jocic(-Reeve) und Corey-Link benannten Reaktionen.
Bargellini berichtete im Jahr 1906 von der Bildung von 2-Methyl-2-phenoxypropionsäure durch die Einwirkung von Aceton auf Phenol in Chloroform in Gegenwart von Natriumhydroxid:

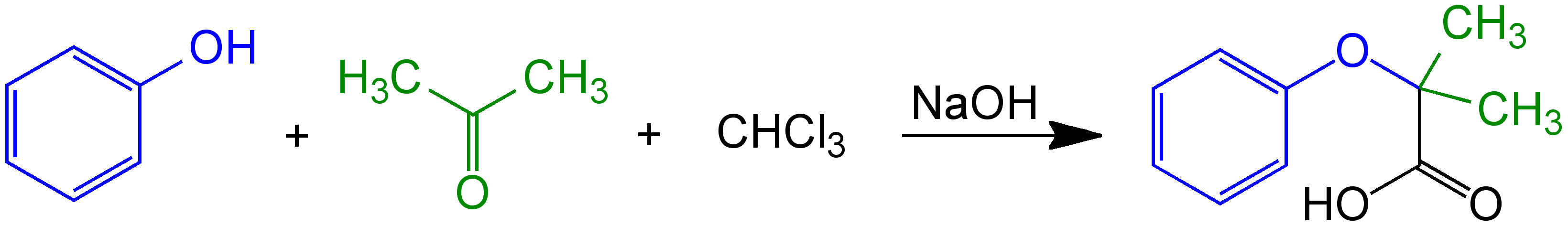
Multikomponentensynthese von 2-Methyl-2-phenoxypropionsäure.

Übersichtsreaktion am Beispiel der Umsetzung eines β-Aminoalkohols (X = O) oder einen Diamins (X = NR) mit Aceton und Chloroform im basischen Milieu. Es entsteht ein substituiertes Morpholinon oder Piperazinon (rechts unten).

Durch Verwendung von Kaliumfluorid-beschichtetem Aluminiumoxid als basische Komponente können hydrolyseempfindliche Substrate geschont werden.

## Reaktionsmechanismus
Ein sterisch zugängliches Keton addiert Trichlormethid – unter basischen Bedingungen durch Deprotonierung aus Chloroform in situ entstanden – und bildet das entsprechende Trichlormethylcarbinol bzw. -alkoxid. Dieses Additionsprodukt unterliegt der baseninduzierten intramolekularen Veretherung zum gem-Dichlorepoxid. An diese intermediär entstehende, reaktive Verbindung substituieren Nukleophile regioselektiv am α-Kohlenstoff, was zur Bildung von α-substituierten Carbonsäurechloriden führt. Nukleophile Acyl-Substitution, einschließlich Solvolyse, ergibt zum Schluss das Carbonsäurederivat.

Möglicher Reaktionsmechanismus der Bargellini-Reaktion.

## Anwendung
Ein Anwendungsbereich dieser Reaktion ist die Herstellung von in α-Stellung sterisch gehinderten Carbonsäurederivaten.
Beispiele für Arznei- und Wirkstoffe, die per Bargellini-Reaktion zugänglich sind, sind Fenofibrat, Carfentanyl und Griseofulvin-Analoga.

## Weiterführende Literatur
- Lauren Rebecca Cafiero: New synthetic applications of trichloromethyl carbinols in synthesis. 2009 (Dissertation, PDF; 5,0 MB)
- Timothy S. Snowden: Recent applications of gem-dichloroepoxide intermediates in synthesis. In: ARKIVOC. 2, 2012, S. 24–40 (PDF).